# Kim Lập
Kim Lập là một xã thuộc huyện Kim Bôi, tỉnh Hòa Bình, Việt Nam.

## Địa lý
Xã Kim Lập nằm ở phía đông huyện Kim Bôi, có vị trí địa lý:
- Phía đông giáp huyện Lương Sơn
- Phía tây giáp thị trấn Bo và xã Xuân Thủy
- Phía nam giáp xã Kim Bôi và xã Nam Thượng
- Phía bắc giáp xã Hùng Sơn.

Xã Kim Lập có diện tích 47,63 km², dân số năm 2018 là 8.550 người, mật độ dân số đạt 180 người/km².

## Lịch sử
Trước năm 1945, địa bàn xã Kim Lập hiện nay thuộc hai xã Hạ Bì và Kim Bôi của tổng Kim Bôi, châu Lương Sơn. Sau Cách mạng Tháng Tám, các xã Hạ Bì và Kim Bôi thuộc huyện Lương Sơn.
Ngày 22 tháng 1 năm 1957, Ủy ban kháng chiến hành chính Liên khu 3 ban hành quyết định chia xã Hạ Bì thành 4 xã: Hạ Bì, Lập Chiệng, Thượng Bì, Trung Bì; chia xã Kim Bôi thành 5 xã: Hợp Kim, Kim Bình, Kim Bôi, Kim Sơn, Kim Tiến.
Ngày 17 tháng 4 năm 1959, huyện Kim Bôi được thành lập, các xã Hợp Kim, Kim Sơn và Lập Chiệng chuyển sang trực thuộc huyện Kim Bôi.
Đến năm 2018, xã Lập Chiệng có diện tích 15,14 km², dân số là 1.885 người, mật độ dân số đạt 125 người/km²; xã Kim Sơn có diện tích 24,52 km², dân số là 3.648 người, mật độ dân số đạt 149 người/km²; xã Hợp Kim có diện tích 7,97 km², dân số là 3.017 người, mật độ dân số đạt 379 người/km².
Ngày 17 tháng 12 năm 2019, Ủy ban Thường vụ Quốc hội ban hành Nghị quyết số 830/NQ-UBTVQH14 về việc sắp xếp các đơn vị hành chính cấp huyện, cấp xã thuộc tỉnh Hòa Bình (nghị quyết có hiệu lực từ ngày 1 tháng 1 năm 2020). Theo đó, sáp nhập toàn bộ diện tích và dân số của ba xã Lập Chiệng, Kim Sơn và Hợp Kim thành xã Kim Lập.